# هليلج بوسيداني
هليلج بوسيداني (الاسم العلمي:Terminalia bucioides) هو نوع نباتي يتبع جنس الهليلج من الفصيلة القمبريطية.